# کنجی یمای
 کنجی یمای (انگلیسی: Kenji Imai؛ ۱۸۹۵ – ۱۹۸۷) یک معمار، و آموزگار اهل ژاپن بود. 

## نگارخانه

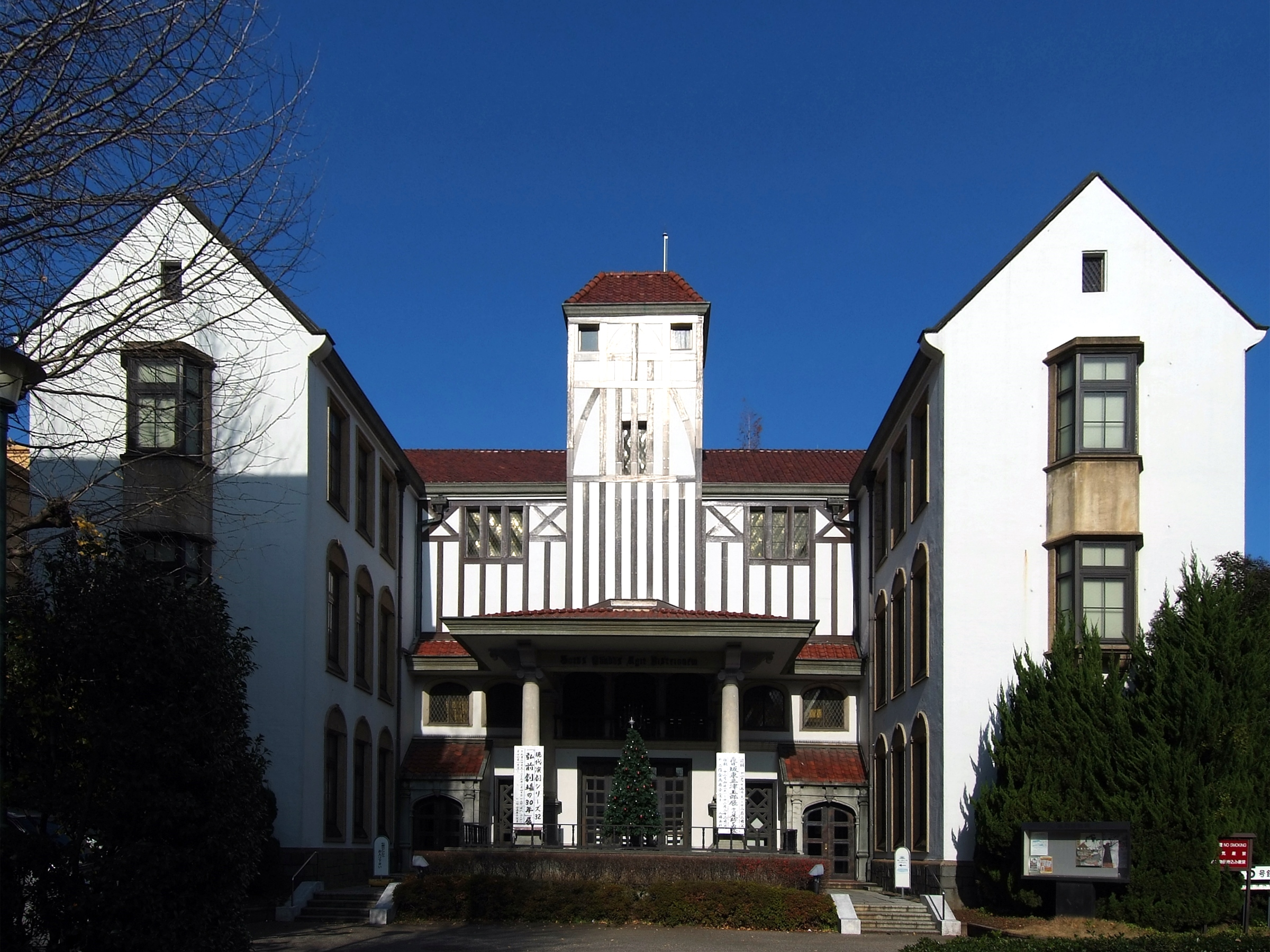
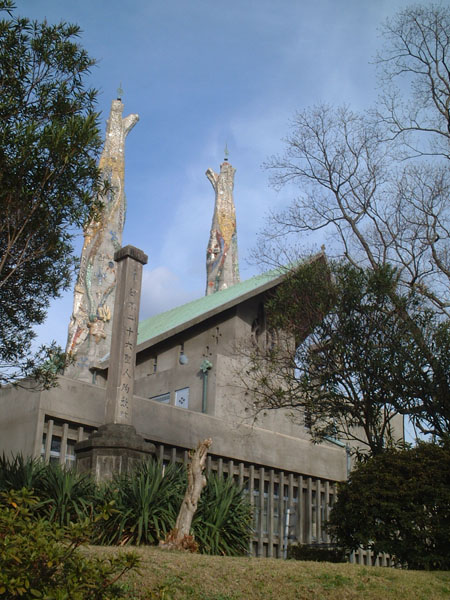